# Opistognathidae
Az Opistognathidae a sugarasúszójú halak (Actinopterygii) osztályába és a sügéralakúak (Perciformes) rendjébe tartozó család.
A családba 82 faj tartozik.

## Rendszerezés
A családba az alábbi 3 nem tartozik:
- Lonchopisthus Gill, 1862 - 5 faj
- Opistognathus Cuvier, 1816 - típusnem; 66 faj
- Stalix Jordan & Snyder, 1902 - 11 faj

## Források

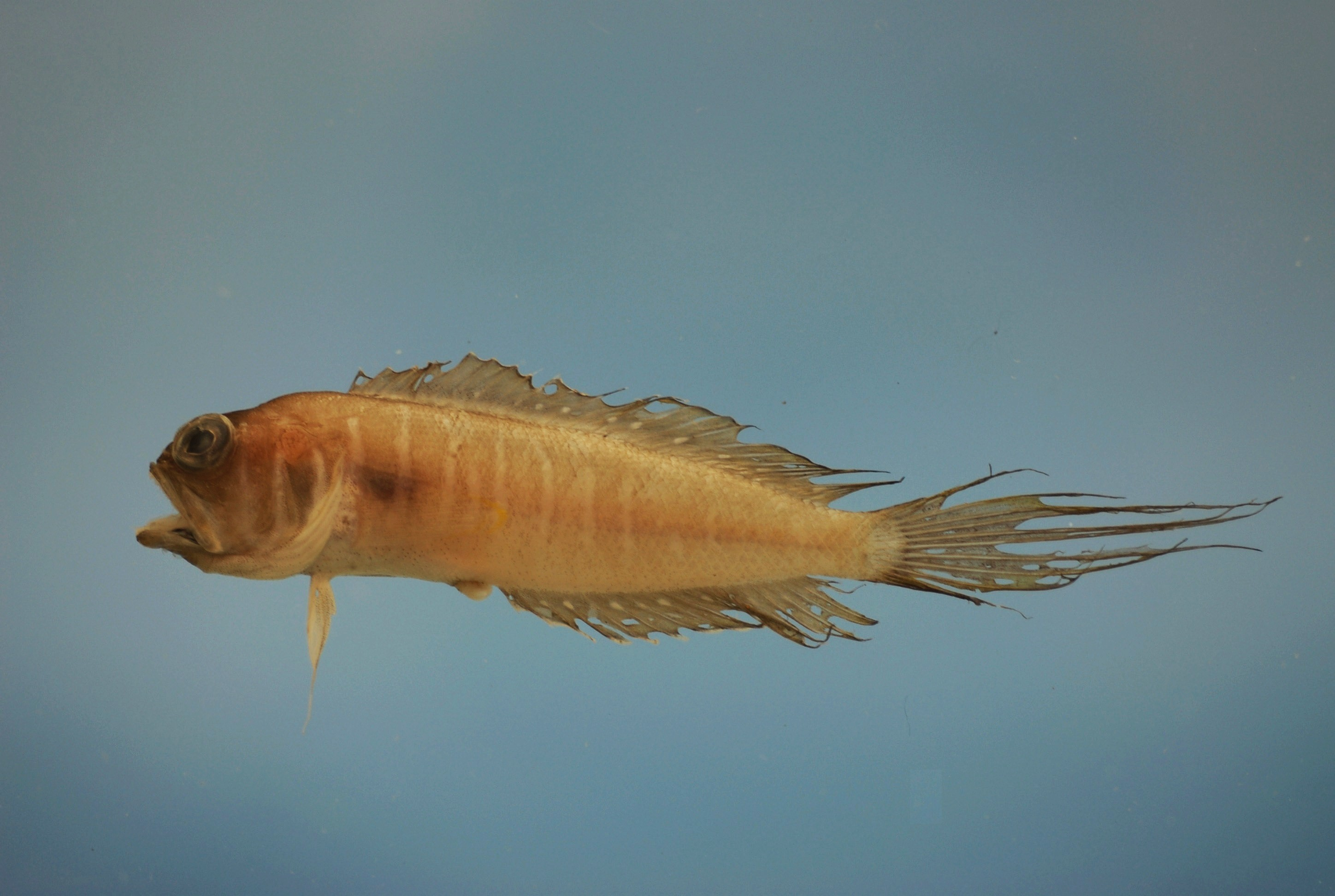
Lonchopisthus micrognathus